# 桑擬白輪盾介殼蟲
桑擬白輪盾介殼蟲（学名：Pseudaulacaspis pentagona）为盾介殼蟲科擬白輪盾介殼蟲屬下的一个种。